# 대한민국 민법 제393조
대한민국 민법 제393조는 손해배상의 범위에 대한 민법 채권법 조문이다.

## 조문
제393조(손해배상의 범위) ① 채무불이행으로 인한 손해배상은 통상의 손해를 그 한도로 한다.

②특별한 사정으로 인한 손해는 채무자가 그 사정을 알았거나 알 수 있었을 때에 한하여 배상의 책임이 있다.

第393條(損害賠償의 範圍) ① 債務不履行으로 因한 損害賠償은 通常의 損害를 그 限度로 한다.

②特別한 事情으로 因한 損害는 債務者가 그 事情을 알았거나 알 수 있었을 때에 限하여 賠償의 責任이 있다.

## 판례
- 민법 제393조 2항의 특별사정으로 인한 손해배상에 있어서 채무자가 그 사정을 알았거나 알 수 있었는지의 여부를 가리는 시기는 계약체결당시가 아니라 채무의 이행기까지를 기준으로 판단하여야 한다[1]
- 임차인이 임대인 소유 건물의 일부를 임차하여 사용·수익하던 중 임차 건물 부분에서 화재가 발생하여 임차 건물 부분이 아닌 건물 부분(이하 ‘임차 외 건물 부분’이라 한다)까지 불에 타 그로 인해 임대인에게 재산상 손해가 발생한 경우 ①임차인이 보존·관리의무를 위반하여 화재가 발생한 원인을 제공하는 등 화재 발생과 관련된 임차인의 계약상 의무 위반이 있었음이 증명되고, ②그러한 의무 위반과 임차 외 건물 부분의 손해 사이에 상당인과관계가 있으며, 임차 외 건물 부분의 손해가 그러한 의무 위반에 따른 통상의 손해에 해당하거나, 임차인이 그 사정을 알았거나 알 수 있었을 특별한 사정으로 인한 손해에 해당한다고 볼 수 있다면, 임차인은 임차 외 건물 부분의 손해에 대해서도 민법 제390조, 제393조에 따라 임대인에게 손해배상책임을 부담하게 된다.[2]
- 채무불이행의 경우에도 정신적 손해의 배상을 인정할 수 있지만， 대체로 특별한 사정에 의한 손해(민법 제393조 2항)가 되는 경우일 것이다.[3]

## 참고 문헌
- 오지용, 손해배상의 이론과 실무, 동방문화사 , 2008. ISBN 9788991902213
- 여하윤. (2025). 민법 제390조(채무불이행과 손해배상)·제393조(손해배상의 범위) 개정방향에 관한 소고(小考). 비교사법, 32(1), 251-270.
- 소재선. (2011). 불법행위책임의 손해배상범위결정에 있어서의 민법 제393조 준용의 타당성에 관한 고찰. 재산법연구, 27(3), 35-60.
- 서을오. (2013). 로마법상 손해의 개념- 민법 제393조상의 손해 개념의 역사적 기원 -. 법학논집, 18(2), 159-184.
- 이용인. (2007). 민법 제393조와 불법행위법에서의 예견가능성. 재산법연구, 23(3), 261-304.
- 조규창. (1987, 9). 民事法學 民法 제393조 2항의 「特別한 事情」의 解釋-判例ㆍ通說의 批判的 考察-. 사법행정, 28(9), 50-55.

## 같이 보기
- 통상손해
- 특별손해